# Joel Perovuo
Joel Perovuo, född 11 augusti 1985 i Helsingfors, är en finländsk mittfältare i fotboll som spelar för IF Gnistan.

## Karriär

### Finland
När Perovuo var 13 år lämnade han Espoon Palloseura för finländska ligalaget FC Honka. 2009 kom FC Honka tvåa i finska Tipsligan och Perovuo spelade 25 av 26 matcher, svarade för fyra mål samt fyra assist.

### Sverige
I början av oktober 2009 provspelade han med AIK  men det gav inget kontrakt. Drygt två månader senare (mitten av december 2009) provspelade han med Djurgårdens IF  och den 30 december 2009 meddelade klubben via sin hemsida att Perovuo skrivit under ett 3-årskontrakt (2010–2012). Perovuos första allsvenska mål kom våren 2010 och ironiskt nog var det mot just AIK som han tidigare provspelat för.

### Finland (igen)
Den 12 augusti 2011, dagen efter sin 26-årsdag, blev det klart att Perovuo återvände till den finska högstadivisionen, men det blev ingen comeback i FC Honka utan i stället i HJK Helsingfors som han skrev ett 2,5-årskontrakt med. Hur mycket pengar Djurgården fick av HJK för övergången var hemligt från både DIF och HJK. Den främsta anledningen till att han lämnade Djurgården var brist på speltid. Från att ha startat 13 matcher och gjort 10 inhopp på de 30 omgångarna i Allsvenskan 2010 blev det endast 5 starter och 5 inhopp på de 19–20 första omgångarna säsongen 2011.

## Seriematcher & mål
- 2011 (höst): –
- 2011 (vår): 10 / 0 (DIF) [3]
- 2010: 23 / 1 (DIF) [4]
- 2009: 25 / 4 FC Honka
- 2008: 20 / 2 FC Honka
- 2007: 15 / 3 FC Honka
- 2006: 21 / 0 FC Honka

## Klubbar
- Jagiellonia II Białystok (lån) (2014)
- Jagiellonia Białystok (2014)
- HJK Helsingfors (2011–2013, 2014)
- Djurgårdens IF (2010–2011)
- FC Honka (1999–2009, 2015–)
- Espoo PS (moderklubb)